# Ольмета-ди-Капокорсо
Ольмета-ди-Капокорсо (фр. Olmeta-di-Capocorso, корс. Olmeta di Capicorsu) — коммуна во Франции, находится в регионе Корсика. Департамент коммуны — Верхняя Корсика. Входит в состав кантона Кап-Корс. Округ коммуны — Бастия.
Код INSEE коммуны — 2B187.

## Население
Население коммуны на 2008 год составляло 132 человека.
| 1962 | 1968 | 1975 | 1982 | 1990 | 1999 | 2008 |
| ---- | ---- | ---- | ---- | ---- | ---- | ---- |
| 203  | 210  | 175  | 126  | 104  | 112  | 132  |

## Экономика
В 2007 году среди 60 человек в трудоспособном возрасте (15—64 лет) 36 были экономически активными, 24 — неактивными (показатель активности — 60,0 %, в 1999 году было 33,3 %). Из 36 активных работали 31 человек (21 мужчина и 10 женщин), безработных было 5 (2 мужчины и 3 женщины). Среди 24 неактивных 4 человека были учениками или студентами, 7 — пенсионерами, 13 были неактивными по другим причинам.

## Фотогалерея

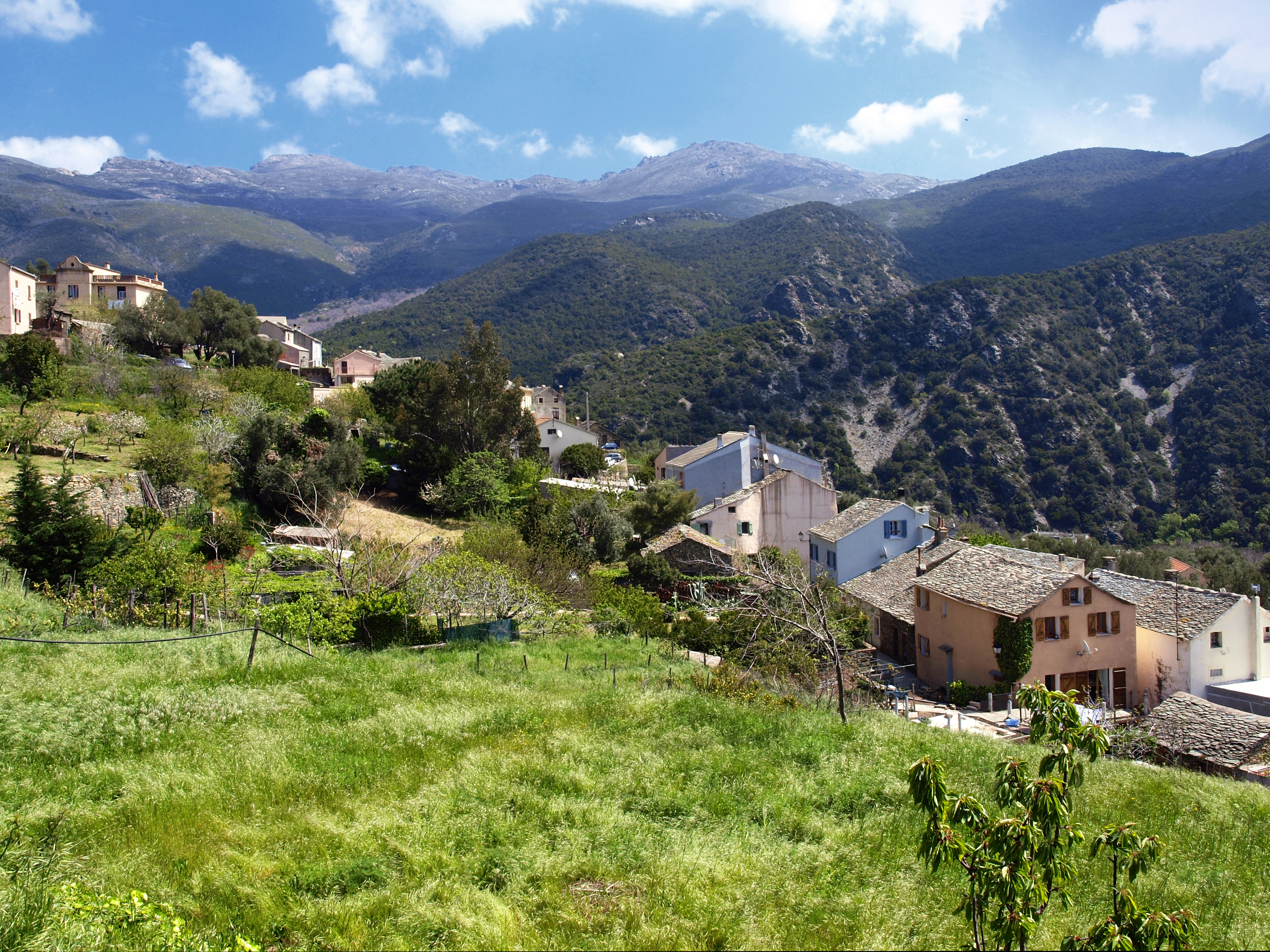
Ольмета-ди-Капокорсо
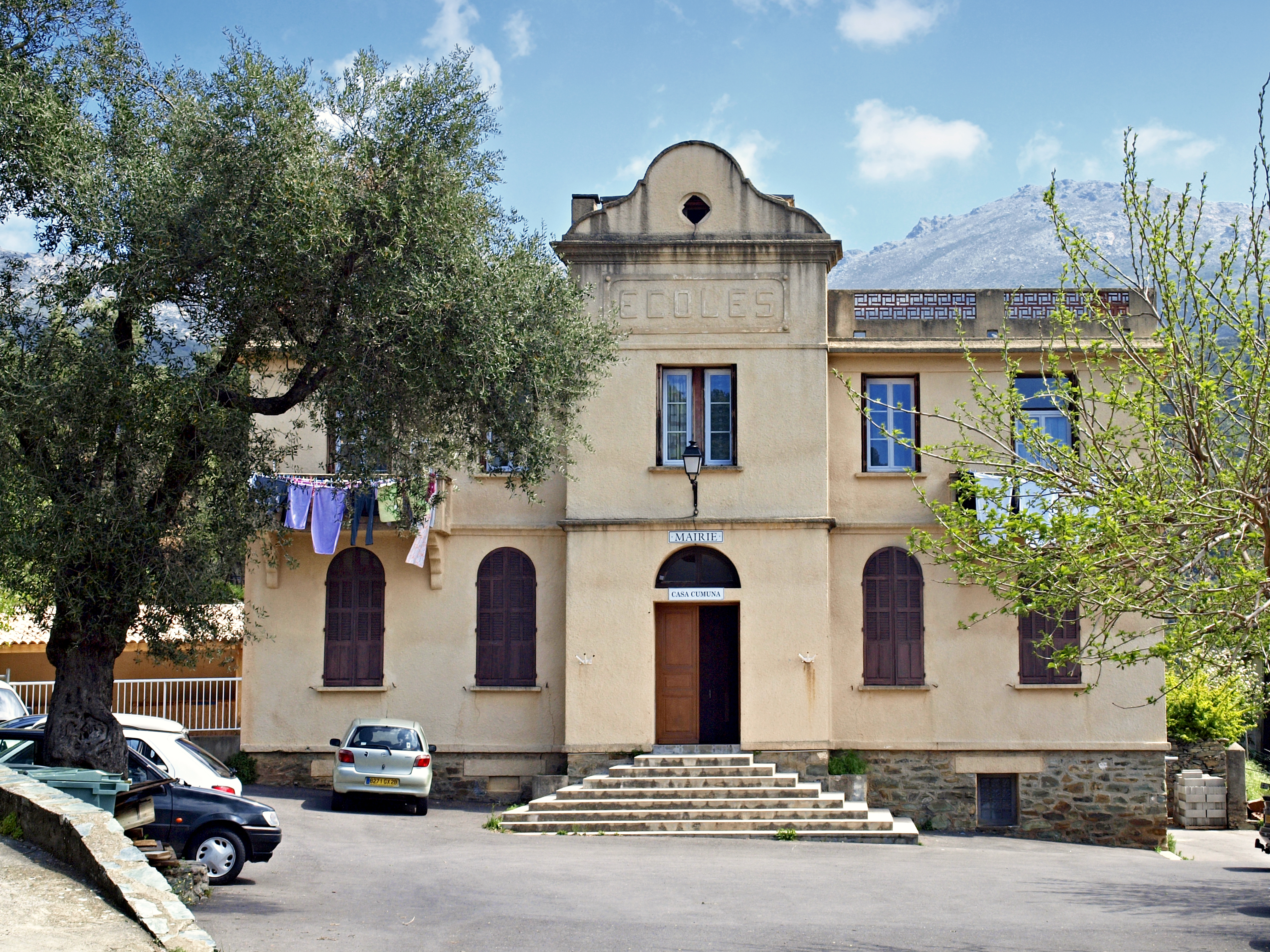
Мэрия
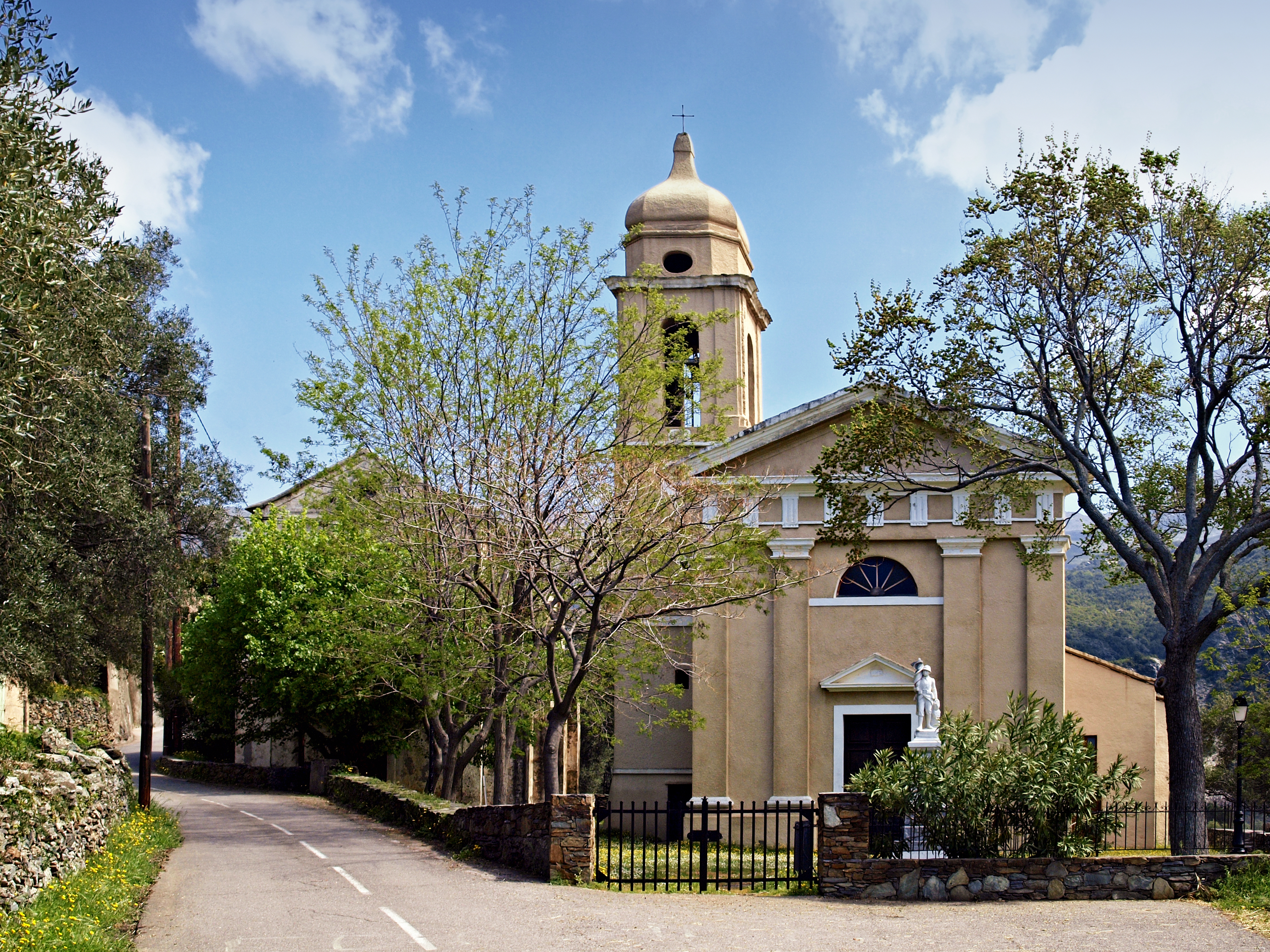
Церковь Saint-Césaire